# Sallebœuf
 Sallebœuf  es una población y comuna francesa, situada en la región de Aquitania, departamento de Gironda, en el distrito de Burdeos y cantón de Créon.

## Demografía
| 700 | 741 | 1085 | 1602 | 1714 | 1926 |
| Para los censos de 1962 a 1999 la población legal corresponde a la población sin duplicidades (Fuente: INSEE [Consultar]) |     |      |      |      |      |

## Ciudades hermanas
- Epila, Aragón (España).

- Datos: Q186603
- Multimedia: Sallebœuf / Q186603